# VK3001P

VK3001P是一个纳粹德国于1940与1941年之间制造的中型坦克原型车，但是其从来没有被投入过量产。曾经有两辆無砲塔的原型车被制造出来。

## 起源
1939年，德意志国防军要求制造一款30吨的中型坦克
，为了满足这个要求，保时捷，亨舍尔，MAN，戴姆勒·奔驰公司均参加了竞标。而保时捷公司提出出了VK3001(P)。
新型的30噸級中戰車被要求至少能搭載7.5 cm KwK 37/48或者是更大的47倍徑10.5cm砲。但在1941年、因為T-34以及KV-1等重戰車的出現、主砲的需求被進一步提升到更強力的8.8 cm KwK 36 L/56。

動力系統則是異於當時一般的汽油引擎，採用電動馬達直接驅動的方式採用。車上搭載了兩具210馬力的10汽缸Porsche Type 100氣冷引擎當作發電機來使用，以驅動兩具電動馬達。
保時捷是將砲塔直接下單給克魯伯製造、車體則使用兩者共同開發的產物。雖然砲塔的設計在1941年3月5日就完成，但是砲塔的實際製造則因為計畫中斷而停止、因為整個計畫已經被轉移到45t級戰車VK4501(P)上（即俗稱的保時捷虎式）

VK 3001 (P)

## 相關
- 保時捷虎式

- 虎I戰車